# Métský salám
Métský salám je podobný výrobek jako čajovka. Původ tohoto salámu není jasný, někde se píše, že je pojmenován podle města Mety, 
jinde se píše, že s městem Mety nemá žádnou souvislost, nýbrž jde o mylnou překladovou homonymii s německým slovem Mettwurst označujícím libové salámy (roztírané či krájené) a odpovídajícím výrobkům typu čajovka.
Métský salám by měl obsahovat přes 60 % hovězího masa, zbytek by mělo tvořit tučné vepřové maso (syrové a uzené laloky a boky). Surovina se plní do tenkých hovězích střev, která se vážou do kol. Salám se udí podobně jako čajovky.
V Praze vyráběl od počátku 20. století velkouzenář Emanuel Maceška druh métského salámu, který se skládal pouze z vepřového masa. Tento salám, zvaný „maceška“, se vyrábí i dnes.
Přes všeobecný pokles kvality masných výrobků po zrušení potravinářských norem počátkem 90. let 20. století zůstala kvalita métského salámu na poměrně slušné úrovni. Jiný test v roce 2017 ukázal obecně nízkou kvalitu.